# George Kimpton
Gabriel Sibley Kimpton, também conhecido como George Kimpton (12 de agosto de 1887 — 15 de fevereiro de 1968), foi um futebolista e treinador de futebol inglês. Ele dirigiu a França na Copa do Mundo de 1934, sediada na Itália.